# Chacina de Quintino
Chacina de Quintino foi uma ação policial ocorrida durante o período da ditadura militar no Brasil  que culminou na morte de três integrantes da resistência armada contra a repressão política, durante os Anos de Chumbo.
Ocorreu no dia 29 de março de 1972, no bairro carioca de Quintino, na Av. Dom Helder Câmara n° 8985, casa 72. Naquele dia, Lígia Maria Salgado Nóbrega, Antônio Marcos Pinto de Oliveira e Maria Regina Lobo Leite Figueiredo foram assassinados pelos agentes do DOI/CODI do Rio de Janeiro. Todos eles integravam a organização de extrema-esquerda VAR-Palmares, grupo de guerrilha urbana responsável por diversos atentados no período contra o governo.
Apenas um dos integrantes do grupo, James Allen da Luz, um dos comandantes da VAR-Palmares, ex-comandante do sequestro do voo 114 em 1970, e que ali morava com a mulher Lígia Maria, grávida de dois meses, conseguiu escapar vivo do cerco, fugindo pelos fundos da casa em direção à linha de trem que corta o bairro. James Allen desapareceu em 1973 em Porto Alegre e seu corpo nunca foi encontrado.

## A chacina
Durante 41 anos, a única versão conhecida para o caso foi a das Forças Armadas, que, na época, o descreveu como um tiroteio ocorrido quando da tentativa de invasão da casa pelas forças militares, que foi recebida a tiros pelos moradores, resultando em confronto armado com a morte de três guerrilheiros. Em 2013, a Comissão Estadual da Verdade do Rio de Janeiro (CEV-Rio) conduziu investigações em que foram entrevistados moradores da área da chacina na época do ocorrido e se obteve acesso a documentos confidenciais publicados numa grande reportagem do jornal O Globo, que puseram por terra a versão oficial do governo militar.
Acesso a laudos cadavéricos não revelados ao público na época mostraram não haver qualquer resquício de pólvora nas mãos dos cadáveres, refutando a versão de que teria havido confronto armado. Testemunhos de vizinhos da rua descreveram a operação policial como uma execução, em que os militantes foram mortos com tiros na cabeça, depois de rendidos, na lateral da casa, e não se ouviu tiros saindo da casa. Por volta das 21h00, quando teve início a invasão da casa, os vizinhos foram ordenados a ficar em casa e se esconderem embaixo das camas. Alguns dos militantes foram metralhados quando fugiam pelos fundos de outra casa da rua. O médico legista Valdecir Tagliari, responsável por assinar o atestado de óbito das vítimas, reportou à Comissão que encontrou os corpos com braços e mãos esmagados, significando tortura, com os militantes feridos, e que o laudo enviado por ele à direção do IML foi completamente modificado, como descobriu ao consultar microfilmes sobre o caso, anos depois.
Um outro homem, Wilton Ferreira, durante anos também constou erroneamente como ocupante da casa e morto pela polícia. A Comissão esclareceu que na verdade Wilton foi morto numa operação efetuada pouco tempo antes e pela mesma equipe numa garagem da Rua Silva Vale 55, no bairro de Cavalcante, a cerca de dez minutos do local da chacina;  seu corpo foi levado para o IML e foi colocado junto com os corpos dos guerrilheiros, o que gerou a confusão. Wilton não era um integrante da VAR-Palmares; era um simples vigia que trabalhava por bicos e havia sido contratado por James Allen para tomar conta da garagem com carros roubados pela organização, que ele desconhecia o que fosse, segundo depoimento de Hélio da Silva, um sobrevivente da guerrilha, preso pouco tempo antes pelos agentes do DOI-Codi.
Apenas James Allen, o principal alvo da operação por sua função de comando na VAR-Palmares, conseguiu escapar.